# Naoya Tamura
Naoya Tamura (japanisch 田村 直也 Tamura Naoya; * 20. November 1984 in der Präfektur Tokio) ist ein japanischer Fußballspieler.

## Karriere
Tamura erlernte das Fußballspielen in der Jugendmannschaft von Tokyo Verdy und der Universitätsmannschaft der Chūō-Universität. Seinen ersten Vertrag unterschrieb er 2007 bei Vegalta Sendai. Der Verein spielte in der zweithöchsten Liga des Landes, der J2 League. 2009 wurde er mit dem Verein Meister der J2 League und stieg in die J1 League auf. 2012 wurde er mit dem Verein Vizemeister der J1 League. Für den Verein absolvierte er 160 Ligaspiele. 2014 wechselte er zum Zweitligisten Tokyo Verdy. Für den Verein absolvierte er 157 Ligaspiele. Ende 2019 beendete er seine Karriere als Fußballspieler.

## Erfolge
Vegalta Sendai
- J1 League

Vizemeister: 2012